# Championnat du monde Red Bull de course aérienne 2010
Navigation
Championnat 2009 Championnat 2014
Le Championnat du monde Red Bull Air Race 2010 (2010 Red Bull Air Race World Championship en anglais) est la sixième édition du Championnat Red Bull de course aérienne. Il comporte 6 épreuves internationales se déroulant entre le 25 mars et le 8 août 2010.

## Réglementation
La saison 2010 reprend exactement le même règlement que la saison 2009. Le 1er jour de compétition est consacré au premier entrainement libre, le 2e jour au second entrainement libre qui détermine l'ordre de passage des avions lors des qualifications. Le 3e jour est consacré aux essais qualificatifs qui permettent aux 10 pilotes les plus rapides de rejoindre le Top 12 le jour de la course. Le pilote qui réalise le meilleur temps des qualifications est gratifié d'un point au championnat du monde. Tous les entrainements, y compris les qualifications, se déroulent en deux sessions. Seul le meilleur temps des deux sessions est retenu.
Le 4e jour, jour de la course, les 5 derniers des qualifications se disputent le Wild Cart avec à la clef deux places de repêchage pour le Top 12. Les 10 premiers des qualifications et les deux repêchés se disputent le Top 12 qui qualifie les 8 premiers pour la suite de la compétition. Les 8 promus se disputent le Super 8 qui envoie les quatre pilotes les plus rapides en Final 4, dernière manche de la course. Le pilote qui réalise le meilleur temps en Final 4 remporte la victoire.
Le vainqueur d'une course marque 12 points, le deuxième 10 points, le troisième 9 points, le quatrième 8 points, et ainsi de suite jusqu'au onzième qui marque un point. Les pilotes finissant au-delà de la onzième place ne marquent pas de points.

## Participants
| Classement 2009 | Numéro | Pilote            | Équipe                        | Avion             | Saisons disputées | Meilleur classement |
| --------------- | ------ | ----------------- | ----------------------------- | ----------------- | ----------------- | ------------------- |
| 1               | 55     | Paul Bonhomme     | Team Bonhomme                 | Zivko Edge 540    | 5                 | 1er                 |
| 2               | 28     | Hannes Arch       | Team Hannes Arch              | Zivko Edge 540 v3 | 3                 | 1er                 |
| 3               | 95     | Matt Hall         | Matt Hall Racing              | MXR MXS-R         | 1                 | 3e                  |
| 4               | 4      | Kirby Chambliss   | Team Red Bull                 | Zivko Edge 540    | 5                 | 1er                 |
| 5               | 27     | Nicolas Ivanoff   | Team Nicolas Ivanoff          | Zivko Edge 540    | 5                 | 5e                  |
| 6               | 9      | Nigel Lamb        | Team Breitling                | MXR MXS-R         | 5                 | 6e                  |
| 8               | 5      | Peter Besenyei    | Team Red Bull                 | Corvus Racer 540  | 5                 | 2e                  |
| 9               | 21     | Matthias Dolderer | Team Matthias Dolderer        | Zivko Edge 540 v3 | 1                 | 8e                  |
| 10              | 99     | Michael Goulian   | Goulian Aerosports            | Zivko Edge 540    | 4                 | 5e                  |
| 11              | 18     | Sergei Rakhmanin  | Sergei Rakhmanin Racing Team  | MXR MXS-R         | 3                 | 11e                 |
| 12              | 36     | Alejandro Maclean | Team Maclean                  | MXR MXS-R         | 5                 | 6e                  |
| 13              | 31     | Yoshi Muroya      | Team Deepblues                | Zivko Edge 540    | 1                 | 13e                 |
| 15              | 84     | Pete McLeod (en)  | Pete Mcleod Aerosports        | Zivko Edge 540    | 1                 | 15e                 |
| ##              | 8      | Martin Šonka      | Martin Sonka racing team      | Zivko Edge 540    | -                 | /                   |
| ##              | 7      | Adilson Kidelmann | Adilson Kindlemann Air Racing | MXR MXS-R         | -                 | /                   |

Mike Mangold et Glen Dell occupaient respectivement la place de 7e et 14e lors de la saison 2009.

## Épreuves
| N° | Date             | Ville          | Lieu                                                | Édition | Vainqueur     | Meilleur temps des qualifications | Observations                                         |
| -- | ---------------- | -------------- | --------------------------------------------------- | ------- | ------------- | --------------------------------- | ---------------------------------------------------- |
| 45 | 25-26 mars 2010  | Abou Dabi      | Port Zayed - Corniche d'Abu Dabi                    | 6e      | Paul Bonhomme | Hannes Arch                       | 4 DSQ et 3 DNS                                       |
| 46 | 17-18 avril 2010 | Perth          | à côté de Sir James Mitchell Park                   | 4e      | Hannes Arch   | Paul Bonhomme                     | Crash pendant l'entrainement de Adilson              |
| 47 | 8-9 mai 2010     | Rio de Janeiro | Devant la plage et près de l'aéroport Santos Dumont | 2e      | Hannes Arch   | Hannes Arch                       | Arrêt de la course à cause du mauvais temps          |
| 48 | 5-6 juin 2010    | Windsor        | Entre Detroit et Windsor                            | 2e      | Hannes Arch   | Nigel Lamb                        | Problème pour 2 pilotes                              |
| 49 | 19-20 juin 2010  | New York       | À côté de Ellis Island et de "Liberty State Park"   | 1er     | Paul Bonhomme | Hannes Arch                       | 2 pilotes non concourants et live des qualifications |
| 50 | 7-8 août 2010    | Lausitz        | Au-dessus du circuit EuroSpeedway Lausitz           | 1er     | Hannes Arch   | Paul Bonhomme                     | La pluie reporte la suite de la qualification        |

## Classements
Le point attribué au pilote ayant réalisé le meilleur temps des qualifications est indiqué par le signe +1.
| Classement | Pilote            | Drapeau des Émirats arabes unis | Drapeau de l'Australie | Drapeau du Brésil | Drapeau du Canada | Drapeau des États-Unis | Drapeau de l'Allemagne | Total des points |
| ---------- | ----------------- | ------------------------------- | ---------------------- | ----------------- | ----------------- | ---------------------- | ---------------------- | ---------------- |
| 1          | Paul Bonhomme     | 12                              | 9+1                    | 9                 | 10                | 12                     | 10+1                   | 64               |
| 2          | Hannes Arch       | 1+1 (DSQ)                       | 12                     | 12+1              | 12                | 8+1                    | 12                     | 60               |
| 3          | Nigel Lamb        | 10                              | 8                      | 10                | 8+1               | 10                     | 8 (DNS)                | 55               |
| 4          | Kirby Chambliss   | 6 (DSQ)                         | 4                      | 7                 | 9                 | 9                      | 6                      | 41               |
| 5          | Pete McLeod (en)  | 7                               | 7                      | 5                 | 3                 | 7                      | 4                      | 33               |
| 6          | Nicolas Ivanoff   | 3                               | 6                      | 6                 | 5                 | 6                      | 7                      | 33               |
| 7          | Matt Hall         | 4 (DNS)                         | 10                     | 8                 | DSQ               | DNP                    | 9                      | 31               |
| 8          | Matthias Dolderer | 5 (DSQ)                         | 5                      | 2                 | 7                 | 2                      | 5                      | 26               |
| 9          | Michael Goulian   | 8 (DNS)                         | 1                      | 4                 | 6                 | 5                      | -                      | 24               |
| 10         | Peter Besenyei    | 9                               | 2                      | 1                 | 2                 | 4                      | 3                      | 21               |
| 11         | Alejandro Maclean | DNS                             | -                      | 3                 | 1                 | 3                      | 2                      | 9                |
| 12         | Yoshi Muroya      | 2                               | 3                      | -                 | DNS               | DNS                    | -                      | 5                |
| 13         | Sergei Rakhmanin  | DSQ                             | -                      | -                 | 4                 | -                      | -                      | 4                |
| 14         | Martin Šonka      | -                               | -                      | -                 | -                 | 1                      | 1                      | 2                |
| 15         | Adilson Kidelmann | -                               | DNS                    | DNP               | DNP               | DNP                    | DNP                    | 0                |

- DSQ : Disqualified
- DNS : Did not start (problème matériel et technique)
- SCO : Safety climb out
- DNF : Did not finish
- DNP : Do not participate (autre problème)